# Ялтинская гуманитарно-педагогическая академия
Гуманитарно-педагогическая академия — высшее учебное заведение в городе Ялте. 4 августа 2014 года вошла в состав Крымского федерального университета имени В. И. Вернадского.
Директор в течение 2014 -- 2019 гг. -- А. В. Глузман Архивная копия от 1 февраля 2020 на Wayback Machine. С 2020 г. -- Н. В. Горбунова  Архивная копия от 1 мая 2020 на Wayback Machine.

## История
Основана в 1944 году как Ялтинское педагогическое училище.
В структуре академии — четыре института: Институт педагогики, психологии и инклюзивного образования, в состав которого входят специализированные группы для студентов 2-3 групп инвалидности; Институт экономики и управления; Институт филологии, истории и искусств; экономико-гуманитарный колледж.
В Экономико-гуманитарном колледже обучается 378 студентов по 5 специальностям (из них на бюджетной форме — 231 студент и на коммерческой — 147).
На подготовительных курсах обучается 99 слушателей.
В университете работают 50 студенческих научных кружков и 103 студенческие научно-проблемные группы.
В настоящее время в университете работает 385 преподавателей, в том числе 314 штатных сотрудника (81,5 %), и 71 совместитель (18,5 %). Из них докторов наук, профессоров — 49 человек, что составляет 12,7 % от всего числа профессорско-преподавательского состава. Из них штатных — 23 (6 %), совместителей 26 (6,7 %), кандидатов наук, доцентов — 156 (40,5 %), что составляет 40,5 % от числа профессорско-преподавательского состава, из них штатных — 131 (34 %) и 25 совместителей (6,4 %).